# Conirostrum sitticolor
El conirrostro dorsiazul (Conirostrum sitticolor), también denominado mielero o mielerito purpúreo (en Venezuela), conirrostro encapuchado (en Colombia), pico-de-cono de dorso azul (en Perú) o picocono dorsiazul (en Ecuador), es una especie de ave paseriforme de la familia Thraupidae, perteneciente al género Conirostrum. Es nativo de regiones alto-andinas del noroeste y oeste de América del Sur.

## Distribución y hábitat
Se distribuye a lo largo de la cordillera de los Andes, desde el oeste de Venezuela (Trujillo), por Colombia, este de Ecuador, este de Perú, hasta el oeste de Bolivia (oeste de Santa Cruz). También en la Serranía del Perijá, frontera entre el noreste de Colombia y noroeste de Venezuela.
Esta especie es considerada poco común a localmente bastante común en sus hábitats naturales: las selvas húmedas montanas y sus bordes, principalmente entre 2500 y 3500 m de altitud, es más numerosa hacia el norte.

## Sistemática

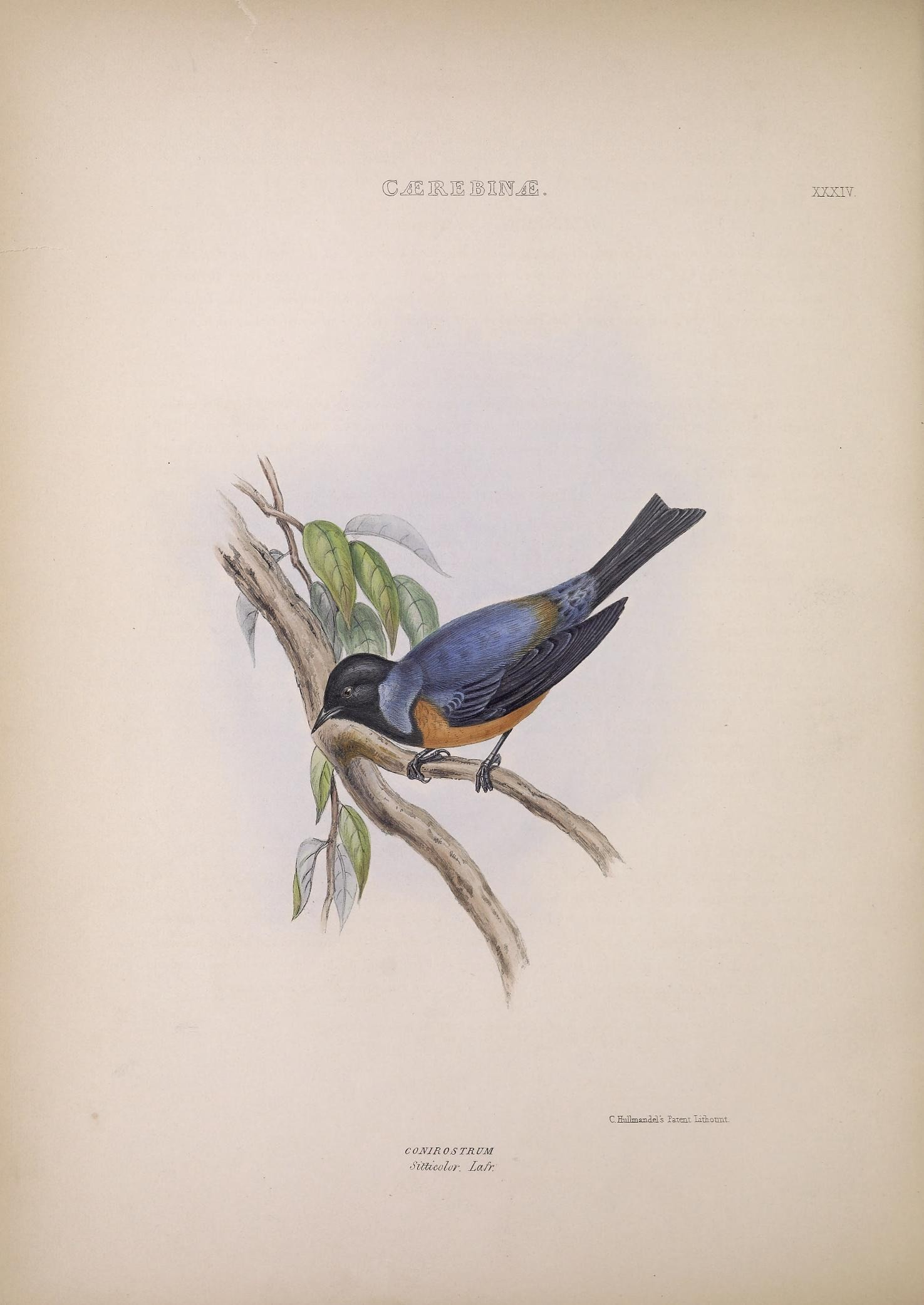
Conirostrum sitticolor, ilustración en The Genera of Birds, 1849.

### Descripción original
La especie C. sitticolor fue descrita por primera vez por el ornitólogo francés Frédéric de Lafresnaye en 1840 bajo el mismo nombre científico; su localidad tipo es: «Santa Fé de Bogotá, Colombia».

### Etimología
El nombre genérico neutro Conirostrum se compone de las palabras latinas «conus»: cono, y  «rostrum»: pico; y el nombre de la especie «sitticolor» se compone del nombre genérico Sitta y de la palabra latina  «color».

### Taxonomía
Los amplios estudios filogenéticos recientes demuestran que la presente especie es hermana de Conirostrum ferrugineiventre.

### Subespecies
Según la clasificación del Congreso Ornitológico Internacional (IOC) se reconocen cuatro subespecies, con su correspondiente distribución geográfica:
- Conirostrum sitticolor pallidum Aveledo & Pérez, 1989 – serranía del Perijá.
- Conirostrum sitticolor intermedium Berlepsch, 1893 – Andes del oeste de Venezuela.
- Conirostrum sitticolor sitticolor Lafresnaye, 1840 – Andes del sur de Colombia, Ecuador y noroeste de Perú.
- Conirostrum sitticolor cyaneum Taczanowski, 1875 – Andes de Perú al oeste de  Bolivia.

La clasificación Clements Checklist/eBird v.2019 no considera válida a la subespecie pallidum.